# 容光镇
容光镇，是中华人民共和国贵州省遵义市桐梓县下辖的一个乡镇级行政单位。
2016年4月22日，贵州省人民政府批复同意桐梓县部分乡镇行政区划调整，撤销容光乡，设置容光镇。

## 行政区划
容光镇下辖以下地区：
联龙村、双垭村、螺丝村、云龙村、云丰村、大箐村和元木村。